# Argens (Alpes-de-Haute-Provence)
Pour les articles homonymes, voir Argens.
Argens est une commune associée de La Mure-Argens et une ancienne commune française, située dans le département des Alpes-de-Haute-Provence en région Provence-Alpes-Côte d'Azur.
Ce village est perché à 1 321 mètres d'altitude entre le Haut et Moyen Verdon. Au sud, le terroir de la commune s'étend dans la petite vallée de la Sasse qui se jette dans le Verdon, au nord, elle touche Thorame-Basse et Thorame-Haute par la montagne de Cordœil.

## Géographie
La commune avait une superficie de 21,11 km2

## Histoire
La localité apparaît pour la première fois dans les chartes en 1200.
À l'instar de voisine Allons, l'histoire médiévale d'Argens est particulièrement riche.
Argens connait un certain renouveau avec l'implantation de la société Bleu d'Argens qui cultive des plantes aromatiques comme la lavande, destinées notamment à la fabrication de cosmétiques. Le commerce de ces produits se fait sur place et par le Web.
Par arrêté préfectoral du 31 août 1973, la commune d'Argens est rattachée le 1er janvier 1974 à la commune de La Mure sous la forme de fusion-association pour former la commune de La Mure-Argens.

## Administration

### Liste des maires
| Période                                  | Période | Identité    | Étiquette | Qualité                              |
| ---------------------------------------- | ------- | ----------- | --------- | ------------------------------------ |
| Les données manquantes sont à compléter. |         |             |           |                                      |
|                                          |         |             |           |                                      |
| ?                                        | 1974    | Émile Blanc |           | Dernier maire de la commune d'Argens |

### Liste des maires déléguées
En tant que commune associée, elle conserve un maire adjoint (il s'agit actuellement de André-Luc Blanc et une section électorale avec une mairie-annexe.)
| Période   | Période   | Identité        | Étiquette | Qualité                                    |
| --------- | --------- | --------------- | --------- | ------------------------------------------ |
| 1974      | mars 2008 | Émile Blanc     |           |                                            |
| mars 2008 |           | André-Luc Blanc |           | 3e Adjoint de la commune de La Mure-Argens |

## Démographie
| 1315    | 1471    | 1765 | 1793 | 1800 | 1806 | 1821 | 1831 | 1836 |
| ------- | ------- | ---- | ---- | ---- | ---- | ---- | ---- | ---- |
| 10 feux | 14 feux | 221  | 236  | 236  | 247  | 242  | 243  | 221  |

| 1841 | 1846 | 1851 | 1856 | 1861 | 1866 | 1872 | 1876 | 1881 |
| ---- | ---- | ---- | ---- | ---- | ---- | ---- | ---- | ---- |
| 211  | 208  | 218  | 210  | 204  | 180  | 188  | 175  | 170  |

| 1886 | 1891 | 1896 | 1901 | 1906 | 1911 | 1921 | 1926 | 1931 |
| ---- | ---- | ---- | ---- | ---- | ---- | ---- | ---- | ---- |
| 145  | 123  | 114  | 105  | 204  | 113  | 65   | 62   | 63   |

| 1936 | 1946 | 1954 | 1962 | 1968 | 1975 | 1982 | 1990 | 1999 |
| ---- | ---- | ---- | ---- | ---- | ---- | ---- | ---- | ---- |
| 60   | 36   | 34   | 18   | 20   | -    | -    | 16   | 12   |

| 2007 | 2008 | 2012 | 2013 | - | - | - | - | - |
| ---- | ---- | ---- | ---- | - | - | - | - | - |
| 24   | 24   | 15   | 15   | - | - | - | - | - |

Histogramme

(élaboration graphique par Wikipédia)

## Culture locale et patrimoine

### Monuments
- l’église récemment restaurée,
- la fontaine-lavoir,
- les façades présentant des motifs anciens sur les pierres.

### Personnalités locales
- Le marquis d’Argens correspondait avec le roi Frédéric II de Prusse